# 160年代
160年代（ひゃくろくじゅうねんだい）は、西暦（ユリウス暦）160年から169年までの10年間を指す十年紀。

## できごと
- ローマ帝国でユスティノスを処刑。
- 発見された最古のアルファベット。

## 人物
- マルクス・アウレリウス・アントニヌス : ローマ皇帝
- ルキウス・ウェルス : ローマ皇帝
- コンモドゥス : ローマ皇帝